# 난뤄쯔좡역
난뤄쯔좡역(南楼梓庄站)은 중국 베이징시 차오양구 난모팡 지구 진찬 서로 우회로, 다류수로 교차로에 위치한 베이징 지하철 7호선의 지하철역이다. 7호선역은 2014년 12월 28일 노선 개통과 함께 개장되었다.

## 위치
난뤄쯔좡역은 화궁로(대략 동서방향)와 파터우 서로(대략 남북 방향)가 만나는 지점에 위치한다. 7호선역은 남북 방향으로 배치되어 있다.

## 역 구조
7호선과 계획된 11호선은 모두 지하역이다. 7호선은 지하 2층 3경간 섬식 승강장으로, 승강장 폭 13m, 역 구조 표준구간 폭 21.9m, 총 길이 216.25m로 굴착식으로 시공되었다.
| 지면층          | 가도                            | A-D출구                                  |
| 지하 1층        | 대합실                          | 고객 센터, 자동 발매기, 개집표기         |
| 지하 2층 승강장 | ←                               | ■ 7호선 베이징 서역 방면 (화궁)          |
| 지하 2층 승강장 | 섬식 승강장, 왼쪽 출입문이 열림 |                                          |
| 지하 2층 승강장 | →                               | ■ 7호선 유니버설리조트 방면 (환러구징취) |

## 출구
|                         |                     |  |  |
| 출구                    | 출구 인근           |  |  |
| 出口 · A                | 진찬 서로(金蝉西路) |  |  |
| 出口 · B                | 진찬 서로(金蝉西路) |  |  |
| 出口 · C                | 진찬 서로(金蝉西路) |  |  |
| 出口 · D                | 진찬 서로(金蝉西路) |  |  |
| 아이콘 설명: 엘리베이터 |                     |  |  |